# Giovanni Pettinati
Giovanni Pettinati (Cartosio, Piamonte, 6 de marzo de 1926-Cartosio, 25 de abril de 1994) fue un ciclista italiano, que fue profesional entre 1951 y 1962.
En su palmarés destaca la victoria en una etapa del Giro de Italia de 1954.

## Palmarés
- 1948
  - 1.º en la Coppa Città di Asti
- 1950
  - 1.º en la Coppa Città di Asti
- 1951
  - 1.º en La Nazionale a Romito Magra
- 1952
  - Vencedor de una etapa en la Volta a Cataluña
  - 1.º en la Coppa Andrea Boero
- 1953
  - 1.º en la Coppa Muestra del Tessile
  - Vencedor de una etapa en el Giro de Sicilia
- 1954
  - Vencedor de una etapa en el Giro de Italia
- 1961
  - 1.º en el Trofeo Cougnet

### Resultados al Giro de Italia
- 1951. 39.º de la clasificación general
- 1952. 57.º de la clasificación general
- 1953. 46.º de la clasificación general
- 1954. 47.º de la clasificación general. Vencedor de una etapa
- 1955. 80.º de la clasificación general
- 1956. Abandona
- 1958. 25.º de la clasificación general. Lleva la maglia rosa durante 6 etapas
- 1959. 43.º de la clasificación general
- 1960. 38.º de la clasificación general
- 1961. 44.º de la clasificación general

### Resultados a la Vuelta en España
- 1956. 24.º de la clasificación general